# Eric K. Fernström
Alfred Eric Georg Kofoed Fernström, född 4 juli 1901 i Asarums församling, Blekinge län, död 6 juni 1985 i Schweiz, var en svensk skeppsredare och företagsledare.

## Biografi
Eric Fernström var ett av fem barn till Alfred Kofoed Fernström och Emma Fernström. Han grundade Fernström-rederierna och var verkställande direktör i familjeföretaget A.K. Fernströms Granitindustrier, som hade  grundats av fadern Alfred Kofoed Fernström i Karlshamn. Granit från företaget finns bland annat i Empire State Building i New York och i det amerikanska krigsmomumentet US Marine Corps Memorial i Washington D.C.
År 1978 bildades Eric K. Fernströms stiftelse för främjande av vetenskaplig medicinsk forskning. Priset, som kallas Fernströmpriset efter upphovsmannen, är ett penningpris som han framförallt önskade dela ut till yngre forskare.
Eric K. Fernström flyttade till Schweiz efter sin pensionering. Han var medicine hedersdoktor.

## Utmärkelser
- 1960 – Riddare av Kungl. Vasaorden (RVO)
- 1965 – Kommendör av Kungl. Vasaorden (RVO)